# Eptarchia anglosassone

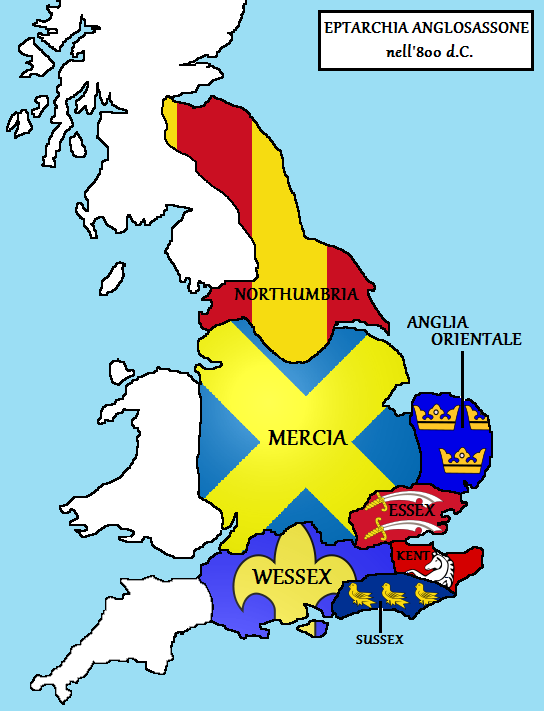
I sette regni anglosassoni.

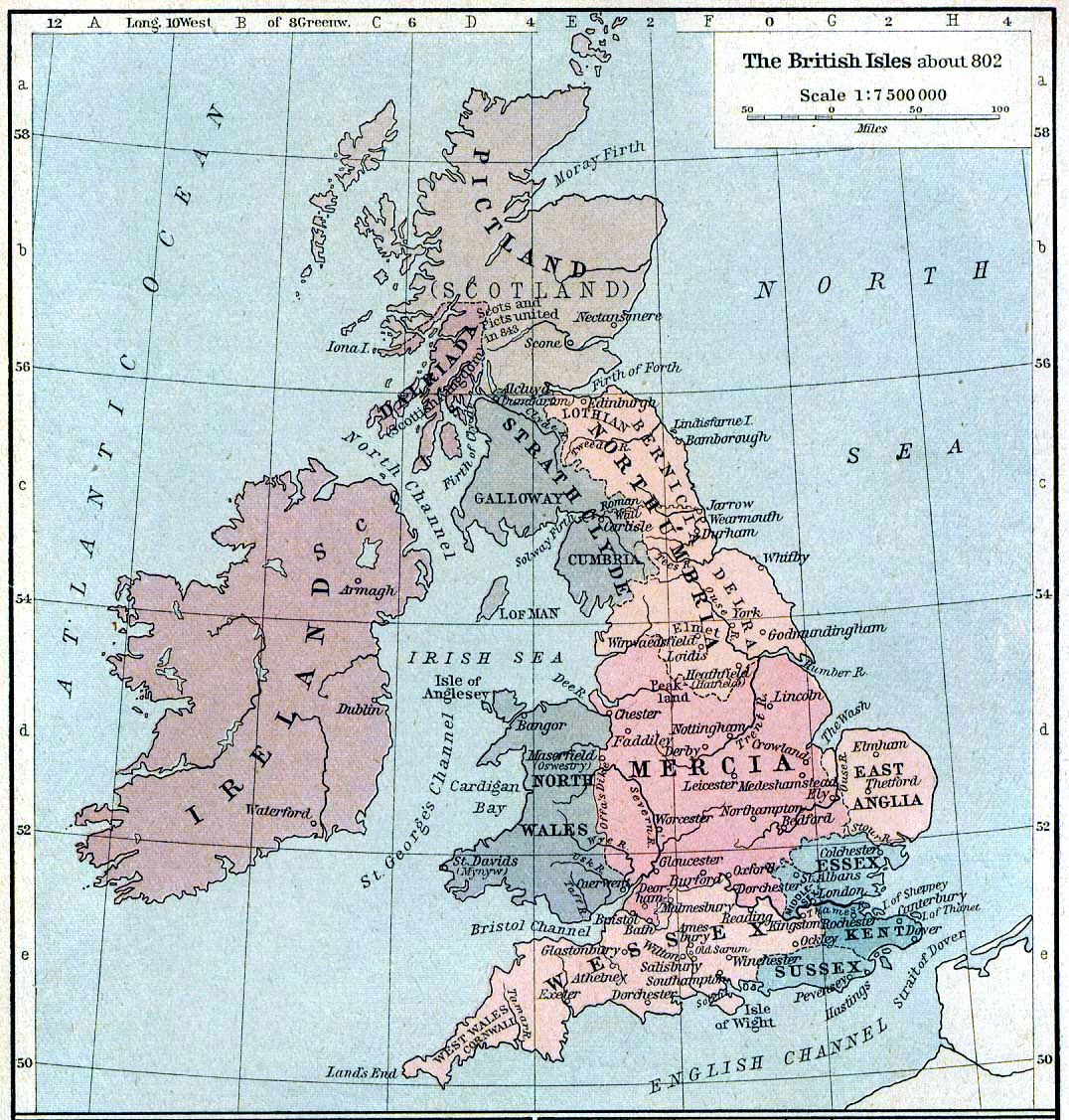
Un'altra carta che mostra i sette regni dell'eptarchia.

Nella storia dell'Inghilterra, l'eptarchia anglosassone (in inglese Heptarchy, dal greco antico ἑπτά?, hepta, "sette" e ἄρχω, archō, "governare") indica quel periodo successivo alla colonizzazione anglosassone della Britannia del V secolo, in cui il territorio era diviso in sette regni, Anglia orientale, Essex, Kent, Mercia, Northumbria, Sussex e Wessex. L'eptarchia terminò nel X secolo, quando i regni furono uniti sotto l'unico Regno d'Inghilterra.

## Descrizione
Il termine di Eptarchia si riferisce all'esistenza di sette regni, che poi si unirono per formare il Regno d'Inghilterra, nella prima metà del X secolo. Il termine fu coniato nel XII secolo da Enrico di Huntingdon che lo utilizzò nella sua Historia Anglorum e divenne d'uso comune dal XVI. Ricerche successive hanno comunque dimostrato sia che alcuni di questi regni (Essex e Sussex) non avevano lo stesso status di altri, sia che esistevano sull'isola anche altri regni minori che ebbero un ruolo tutt'altro che marginale. Dagli inizi del XX secolo il termine eptarchia è stato considerato insoddisfacente per descrivere la situazione e molti storici hanno smesso di usarlo.

## Lista di regni anglosassoni
I quattro principali regni anglosassoni furono:

Regno dell'Anglia orientale
Regno di Mercia
Regno di Northumbria
Regno del Wessex

I tre regni minori, che nel corso della storia passarono in varie occasioni sotto il controllo dei quattro precedenti fino al loro definitivo assorbimento nel Wessex, furono:

Regno dell'Essex[1]
Regno del Kent[2]
Regno del Sussex[3]

Oltre ai sette regni dell'Eptarchia, ci furono numerosi regni minori:
- Bernicia, sottoregno della Northumbria
- Cilternsæte
- Deira, sottoregno della Northumbria
- Dumnonia
- Haestingas
- Hwicce
- Iclinga (o Iclingas), un precursore del Regno di Mercia
- Lindsey
- Magonsæte
- Meonware, una tribù degli Juti stabilitasi nell'Hampshire
- Middil Engli
- Pecsæte
- Surrey
- Tomsæte
- Whitghar
- Wreocensæte
- Ynys Vectis